# Дом Олениных (Пушкин)
Дом Оле́ниных — историческое здание в Пушкине. Построено в 1828 году. Расположено на Пушкинской улице, дом 1/17, на углу с Дворцовой улицей.

## История
Дом был построен в 1828 году предположительно архитектором В. М. Горностаевым для придворного истопника Агафонова. С 1831 года дом принадлежит семье Олениных. В их доме в Царском Селе бывал А. С. Пушкин. В 1845 году по поручению вдовы действительного статского советника В. А. Олениной архитектором Н. С. Никитиным был сооружён деревянный верх с мезонином. В 1907 году в доме разместили санаторий Свято-Троицкой общины сестёр милосердия. При переоборудовании здания инженером Лундбергом мезонин был перестроен в башню с куполом. С началом Первой мировой войны община оборудовала там же небольшой лазарет, на 15 воинов. После Октябрьской революции в доме также размещался санаторий. В 1921 году в нём проживала Анна Ахматова. Именно в этом санатории она узнала о гибели первого мужа, Николая Гумилёва, и брата, Андрея Горенко.
Не позднее июня 2024 года в доме начался не согласованный с КГИОП (незаконный) ремонт.

## Архитектура
Дом двухэтажный, выходит фасадами на две улицы. Угол дома скруглённый, его венчает купол с башней. На башне в 1999 году был размещён флюгер в виде петуха, символизирующий золотого петушка из сказки Пушкина, к юбилею которого он был подарен городу.